# 川上のぼる
川上 のぼる（かわかみ のぼる 、本名：川上 登（読み同じ）、1929年12月11日 - 2013年9月7日）は、日本の腹話術師、声帯模写師。
寄席芸としての腹話術を確立した第一人者と評される。日本腹話術師協会名誉会長を歴任した。

## 略歴
京都市出身。日本画家の川上拙以の次男（兄は東映の美術監督やCFディレクターを務めた川上晃、弟は陶芸家の川上徹）。
芸事好きの父が2代目渋谷天外や2代目桂春團治らと親交があったため、幼少時から芝居小屋や寄席の楽屋に出入りする。少年時代からチャップリンやヒトラーのモノマネを得意とし、その芸の腕を買った2代目天外に「養子に欲しい」と言わしめたほどだったという。
旧制中学5年の時、腹話術師エドガー・バーゲン（英語版）の出演する映画に感激し、ぬいぐるみを用いた見よう見まねの腹話術を、学校の文化祭で披露した。すると、敵国アメリカ批判などを取り入れたブラックユーモアたっぷりのネタが評判になり、各地の余興に呼ばれるうち、中村メイコの劇団に参加するようになる。
京都府立山城高等学校を経て、1949年に京都学芸大学（京都教育大学の前身）音楽科に入学。在学中の1951年に民放ラジオ局の朝日放送が開局すると、同局専属のタレントとしてプロデビュー。大学生タレント第1号として売り出され、『ハリスクイズ』『ピアス歌のカクテルパーティー』の司会を担当。『ハリスクイズ』では、スポンサーの社名にちなんだ腹話術人形「ハリス坊や」を相方にし、「イットーショー（一等賞）!」のフレーズが流行、お茶の間の人気者になる。同局の専属だった3代目桂米朝は「あの頃一番儲けはった」と当時を回顧している。
舞台では千日劇場や旧うめだ花月などに出演。弟子らを率いて『川上のぼるとリズムボーンズ』（1963年より『川上のぼると大阪ヤローズ』と改称）を結成し、音楽ショウ、腹話術、声帯模写、コントなど、何でもありの芸で寄席を賑やかした。1987年には中国で公演した。
晩年は天満天神繁昌亭に腹話術で出演。2011年頃ころから足を患い自宅で静養を続けていたが、2013年9月7日、心不全のため大阪府茨木市の自宅で死去した（83歳没）。
妻は元宝塚歌劇団の恒月まさみ。次男は弟子でもある川上じゅん。

### 受賞歴
- 1996年 第25回上方お笑い大賞特別賞[3]
- 1997年 大阪市民表彰（文化功労）[3]
- 2002年 日本腹話術貢献者賞受賞
- 2014年 第17回上方演芸の殿堂入り[3]

### 弟子および座員
- 寺下ジョージ - のちのタイヘイ原児。
- 堺すすむ
- 大空テント - 上岡龍太郎門下に移る。
- 宮本きよし
- 千田やすし
- 岸わたる - 並木ひろしとタッグマッチのメンバーを経て、現在は作曲家[8]。
- 安丸三一 - 現在は演歌歌手。
- 森今日生
- 野田まもる
- 川上じゅん
- 小泉みつる
- 村田いつ子

入門を経ずリズムボーンズ、大阪ヤローズのメンバーになった人物
- 藤本哲宏 - のちのピンアップトリオの哲二。アコーディオンの演奏で参加。

## 芸風
- 唄う声帯模写の第一人者である。

物真似のレパートリー
- 花菱アチャコ
- 高田浩吉
- ディック・ミネ
- 小林旭
- 東海林太郎
- 田端義夫
- トニー谷

## 出演
ラジオ
- ハリスクイズ（朝日放送）
- ピアス歌のカクテルパーティー（朝日放送）
- いただきます歌謡曲（近畿放送）[9]
- 川上のぼるですおはようさ～ん（KBS京都）

テレビバラエティ
- 京阪ゼスチャーゲーム→京阪テレビカー（OTV、1956年 - 1958年）
- スターと飛び出せ歌合戦（ytv制作・NTV系ネット） - トニー谷司会。ディック・ミネとレギュラー審査員で出演。

テレビドラマ
- おにいちゃん（OTV、1958年10月 - 1959年5月）
- 人形といっしょに（朝日放送、1959年6月 - 1959年10月）
- ダイラケ二等兵（朝日放送、1960年2月 - 1961年7月）
- てっちゃん劇場（朝日放送、1960年5月 - 1963年4月）
- スチャラカ社員[1]（朝日放送、1961年4月 - 1967年4月）
- 瓦版・忠臣蔵（毎日放送、1964年6月 - 1964年11月）
- 甘辛横丁名迷伝（朝日放送、1964年10月 - 1965年3月）
- 水戸黄門（TBS、1964年11月 - 1965年12月）
- 続・柔（日本テレビ、1965年10月 - 1966年4月）
- 道頓堀アワー（大阪テレビ放送→朝日放送）

映画
- 幽霊五十三次（ニュー東映、1961年）
- 大日本殺し屋伝（日活、1965年）
- のど自慢（シネカノン・東宝・日活・ポニーキャニオン、1999年）